# اومنی ایر اینترنشنال
اومنی ایر اینترنشنال (به انگلیسی: Omni Air International) یک شرکت هواپیمایی با کد یاتا OY است که در ۱۹۸۳ میلادی تأسیس شده‌است. قطب اومنی ایر اینترنشنال در فرودگاه بین‌المللی تالسا، اکلاهما قرار دارد.